# Die große Illusion
Die große Illusion ist ein in Schwarzweiß gedrehter französischer Spielfilm von Jean Renoir aus dem Jahr 1937. Er gilt als eines der großen Meisterwerke der Filmgeschichte.

## Handlung
Erster Weltkrieg: Der französische Jagdflieger Maréchal und der Stabsoffizier de Boeldieu werden auf einem Aufklärungsflug von dem deutschen Jagdflieger Rittmeister von Rauffenstein abgeschossen und geraten in Kriegsgefangenschaft auf dessen Fliegerhorst. Im ersten Gefangenenlager beteiligen sie sich am heimlichen Bau eines unterirdischen Tunnels. Dabei lernen sie Rosenthal kennen, der die Gruppe mit köstlichen Konserven versorgt, die seine wohlhabenden Verwandten ihm schicken. Sie üben eine Farce im Boulevardstil ein; als während der Aufführung die Nachricht eintrifft, Fort Douaumont sei zurückerobert worden, stimmt Maréchal die Marseillaise an und wird dafür mit Einzelhaft bestraft. Die Isolation in der Zelle lässt ihn fast den Verstand verlieren.
Boeldieu, Maréchal und Rosenthal werden verlegt, bevor sie den Tunnel nutzen können. Nach etlichen weiteren Lagern und Fluchtversuchen werden sie und weitere Gefangene in eine als ausbruchssicher geltende süddeutsche Festung verbracht. Rauffenstein, der inzwischen selbst abgeschossen und schwer verwundet wurde, fungiert als Kommandant des Gefangenenlagers – was der alte Kämpfer als Demütigung empfindet. Zwischen Boeldieu und Rauffenstein entwickelt sich eine ungewöhnliche Freundschaft. In ausgedehnten Gesprächen beklagt Rauffenstein das Ende der alten, von ihm als glanzvoll verklärten Zeiten, während Boeldieu sich auf die Zukunft einzustellen versucht.
Ein erneuter Ausbruchsversuch erfolgt arbeitsteilig: Maréchal und Rosenthal sollen sich abseilen, während Boeldieu, auf einer Piccoloflöte spielend und in den Felsen umherkletternd, die Wachmannschaften und Rauffenstein ablenkt. Rauffenstein, der Boeldieus Verhalten als Fluchtversuch fehlinterpretiert, zielt auf dessen Knie, trifft ihn aber im Bauch. Als er von der Flucht der beiden Franzosen erfährt, versteht er Boeldieus Verhalten. Dieser stirbt kurz darauf, betrauert von seinem ritterlichen Freund, der sich den Todesschuss nicht verzeihen kann. Maréchal und Rosenthal gelingt die Flucht, und sie finden Unterschlupf bei einer deutschen Bäuerin, deren Mann im Krieg gefallen ist. Die beiden erholen sich bei der Bäuerin und ihrer kleinen Tochter von den Strapazen der Flucht. Maréchal und die Bäuerin verlieben sich ineinander. Maréchal verspricht ihr, nach dem Krieg zurückzukommen und sie zu sich nach Frankreich zu holen. Eine Grenzpatrouille spürt die beiden erst auf, als sie über die Grenze in die sichere Schweiz entkommen sind. Eine einzige abgefeuerte Salve trifft sie nicht, weil die Grenzsoldaten absichtlich danebenschießen. 

## Hintergrund
Weder die deutsche noch die französische Zensur konnte mit Renoirs Film etwas anfangen: In Frankreich wurde er wegen Deutschfreundlichkeit durch die Zensur stark gekürzt; in Deutschland wegen des dargestellten Pazifismus verboten. In Frankreich erfolgte das Verbot durch die deutschen Besatzungsautoritäten am 1. Oktober 1940. Jean Renoir formulierte hier eine klare Absage an Nationalismus, Krieg und Klassen- und Rassenunterschiede. So enthält er sich auch strikt einer einseitigen Wertung. Die Deutschen erscheinen nicht als eindimensionale Negativfiguren. Vielmehr definieren sich die Protagonisten über ihre sozialen Schichten. So entsteht zwischen den Gegnern de Boeldieu und von Rauffenstein eine eigentümliche Freundschaft. Sie treffen sich zu ausgedehnten Gesprächen, und vor allem Rauffenstein schwelgt wehmütig in Erinnerungen und beklagt den Untergang der Welt des Adels. Die Proletarier sind nicht frei von Ressentiments, halten aber, wenn nötig, zusammen. Die Botschaft am Vorabend des Zweiten Weltkrieges war, dass alle Rassen, Klassen und Schichten in Frieden zusammenleben können.
Die schauspielerischen Leistungen, die pazifistische Botschaft und die spannende Handlung ließen diesen Film zu einem der herausragenden Werke der Filmgeschichte werden.

## Titel
Der Titel lässt sich unterschiedlich deuten:
- Die Teilnehmer des Ersten Weltkriegs hatten die Illusion, der Krieg sei bald zu Ende, es werde bald wieder Friede sein; diese Illusion wird von den Protagonisten des Films geteilt.
- Viele glaubten auch, nach diesem Krieg werde es keinen anderen mehr geben: 1937, als Renoir den Film drehte, gab es aber bereits Anzeichen für eine Gefährdung des Weltfriedens.
- Es könnte aber auch die Illusion gemeint sein, dass nicht nur die Nationen, sondern auch die gesellschaftlichen Klassen sich, wie der Film es als möglich aufzeigt, miteinander versöhnen.

## Synchronisation
Im Original sprechen Landsleute untereinander stets ihre jeweilige Muttersprache, so dass ein deutlicher Realismus der Szenen entsteht. Renoir nutzt auch Sprachwechsel oder wechselseitiges Nichtverstehen als dramaturgische Mittel, deren Wirkung in der im Jahr 1960 entstandenen Synchronfassung, in der die Dialoge durchweg eingedeutscht sind, verlorengeht.
- Dass Maréchals deutscher Nebenmann an Rauffensteins Tafel fließend Französisch spricht, macht die Nähe zwischen den Kriegsgegnern sinnfällig, noch ehe sich erweist, dass beide für dieselbe Fabrik gearbeitet haben.
- Die Lagerordnung wird auf Französisch verlesen (aus gutem Grund: Rauffenstein wendet das Reglement der französischen Seite an, damit die Insassen die Einschränkungen und Strafen nicht den 'deutschen Barbaren' zur Last legen können). Deutsch sind im Original nur die mahnenden Einwürfe „Streng verboten!“, die Maréchal nachäfft.
- Bevor Rauffenstein auf Boeldieu schießt, bittet er ihn auf Englisch, herunterzukommen. Dass sie spielerisch in diese Sprache wechseln können, haben die beiden schon früher in ihrer Konversation gezeigt. Das Englische dient hier offenbar als eine Art Code zwischen den weltläufigen Aristokraten, deren Untergebene das Gespräch nicht verstehen sollen. Zugleich schafft es als Sprache, die nicht zwischen Sie und Du unterscheidet, eine Nähe, welche die Umgangsformen ihnen sonst verbieten würden. Die Synchronisation ersetzt auch die Flapsigkeit von Boeldieus Antwort („It’s damn’ nice of you, Rauffenstein, but it’s impossible“) durch das förmliche: „Ich danke Ihnen, Major Rauffenstein, aber es ist mir nicht möglich.“ An Boeldieus Sterbebett sprechen die beiden wieder Französisch miteinander.

Ansonsten hat diese Synchronisation wie jede andere Übersetzung das Problem der Verständlichkeit in der Zielsprache zu bewältigen.
- Als sich die beiden Flüchtlinge übermüdet und hungrig zu zerstreiten drohen, stimmt Rosenthal im Original „Il était un petit navire“ an; Maréchal greift das Lied auf, bis ihm der bitter ironische Bezug zu ihrer eigenen Lage bewusst wird – es handelt von einem Matrosen, den seine verhungernden Kameraden aufessen wollen. In der Synchronisation verballhornen sie stattdessen die international bekannte Marseillaise.
- Dass Maréchal die Bäuerin Elsa auch ohne Worte versteht und um ihretwillen versucht, ein paar Brocken ihrer Sprache zu lernen, muss in der Synchronisation anders gelöst werden. Dort spricht er ihr den Satz „Lotte a des yeux bleus“ vor, während er sich im Original selber mit „Lotte ‘at blau’ Augen“ abmüht. Ebenso bringt Rosenthal der kleinen Lotte in der Synchronisation das Zählen auf Französisch bei.

Auch im Original deutsche Texte wurden nicht immer wortgetreu übernommen. So ruft Rauffenstein zu Beginn der Burgszene: „Fenster aufmachen! Stinkt ja zum Kotzen hier!“ Die Synchronfassung mildert die Derbheit zu: „Mach mal’s Fenster auf! Stinkt ja hier grauenhaft.“
| Rolle                       | Schauspieler       | Dt. Synchronstimme  |
| --------------------------- | ------------------ | ------------------- |
| Lieutnant Maréchal          | Jean Gabin         | Paul Edwin Roth     |
| Captaine de Boeldieu        | Pierre Fresnay     | Sebastian Fischer   |
| Major von Rauffenstein      | Erich von Stroheim | Heinz Engelmann     |
| Lieutnant Rosenthal         | Marcel Dalio       | Erich Fiedler       |
| Ingenieur, Kriegsgefangener | Gaston Modot       | Wolfgang Eichberger |
| Lehrer, Kriegsgefangener    | Jean Dasté         | Rolf Mamero         |
| Feldwebel Arthur            | Werner Florian     | Siegfried Lowitz    |

## Kritik
„Humanitäres Pathos und Verständigungsappell über die sich abzeichnenden politischen Fronten hinweg sprachen aus ‚La grande illusion‘ … Der soziale Blick Renoirs bewies sich im Hervorheben der ‚Klassenfronten‘ innerhalb einer Armee. Der pazifistisch angelegte Film wird indessen in ein zweideutiges Licht gerückt durch die sentimental verklärende Zeichnung des deutschen Offiziers als Repräsentant einer untergehenden Aristokratie.“

„La Grande Illusion ist auch ein Abgesang auf das Ancien régime. Renoirs Auseinandersetzung mit der Aristokratie erschöpft sich aber keineswegs in einer flachen Standessatire. Er verleiht den adeligen Protagonisten eine Würde, die berührt, und eine Klarsicht, die vorbildlich ist. Beide, von Rauffenstein und Boeldieu, wissen, dass ihre Zeit abgelaufen ist.“

„Über die Darstellung des Lebens in der Gefangenschaft gelingt Jean Renoir in seinem Meisterwerk eine Interpretation von Klassenverhältnissen, die den Menschen psychologisch auch für den Krieg konditionieren.“

„Der meistverbotene Film, ‚Die Große Illusion‘: Historisch, aber nicht veraltet. Gerade der Kontrast von damals zu heute zeigt: wie die Verrohung mit jedem neuen Krieg wächst … Jede Kleinigkeit, jedes halbe Wort, jeder scheinbar zufällige Blickwinkel der Kamera ist bedeutsam, ohne deshalb mit Symbolträchtigkeit überladen zu sein … Es ist durchaus nicht abzusehen, wann und von wem er das nächste Mal verboten werden wird.“

„Die Stärke des für Völkerversöhnung eintretenden Films liegt in der Behutsamkeit der Darstellung und in der menschlichen Glaubwürdigkeit seiner Gestalten. Es ist interessant, daß dieser Film zunächst in Deutschland und Italien und bei Kriegsausbruch 1939 auch in Frankreich und anderen alliierten Ländern verboten war.“

## Auszeichnungen
Der Film wurde 1937 bei den Internationalen Filmfestspielen von Venedig ausgezeichnet und 1939 für einen Oscar in der Kategorie Bester Film nominiert.